# وحدات المرأة الحرة

العلم السابق لـ YJA STAR

وحدات المرأة الحرة (بالإنجليزية:  Free Women's Units)‏، (بالكردية:  Yekîneyên Jinên Azad ên Star)‏، تختصر YJA STAR من الاسم الكردي، هي الجناح العسكري النسائي لحزب العمال الكردستاني، تعمل الوحدة بفضل فلسفة المساواة بين الجنسين للزعيم الأيديولوجي الكردي،عبد الله أوجلان.